# Секст Турпилий
Турпи́лий (лат. Turpilius; умер в 104 или 103 году до н. э., Синуэсса, близ современного Мондрагоне, Римская республика) — древнеримский поэт и комедиограф.

## Биография
О жизни Турпилия ничего не известно. Год его смерти сообщает в своей «Хронике» Иероним Стридонский: 1914 или 1915 (= 103 или 104 н. э.), «Комик Турпилий умер глубоким стариком в Синуэсе» (лат. Turpilius comicus senex admodum Sinuessae moritur). Его пьесы ещё ставились во времена Цицерона.
Комедии Турпилия принадлежали к жанру паллиаты (fabula palliata), представляя собой обработку греческих образцов, прежде всего Менандра. Волькаций Седигит в своём известном списке десяти авторов паллиаты помещает его на седьмое место, после Теренция.
Всего, как считается, им были написаны 153 комедии. На сегодняшний день известны заглавия только 13 (в ряде источников — 15 или 17), все греческие. В целом виде до нас не дошло ни одной; во фрагментах сохранилось около 200 строк. О характере переработки греческих оригиналов можно судить по тому, что вводный монолог «Наследницы» (Ἐπίκληρος, Epiclerus) Менандра был превращен Турпилием в диалог. Вероятно, в этом он последовал за Теренцием, проделавшим то же с началом «Девушки с Андроса». Язык Турпилия, наоборот, представляет реакцию на пуризм Теренция: он полон архаизмов, просторечных выражений и конструкций (поэтому его часто цитируют грамматики, которым мы обязаны большинством фрагментов). Это сближает его с Плавтом. Кроме того, подобно Плавту, он позволяет себе большое метрическое разнообразие (в так называемых cantica): нам известны стихи из нескольких пьес, написанные анапестами, бакхиями, кретиками.

## Названия комедий
- Boethuntes
- Canephorus (по Менандру)
- Demetrius (по Алексиду)
- Demiurgus (по Менандру)
- Epiclerus (по Менандру)
- Hetaera
- Lemniae (по Антифану, Дифилу и Никохару[англ.])
- Leucadia (по Менандру), на основе легенды о Сапфо и Фаоне
- Lindia
- Paedium (по Менандру, Посидиппу[англ.] и Аполлодору[англ.])
- Paraterusa
- Philopator (по Антифану, Дифилу и Никохару; другая пьеса с тем же названием — по Антифану и Посидиппу)
- Thrasyleon (по Менандру)